# Хабіба Єлєбєкова
Хабіба Каракбайкизи Єлєбєкова (каз. Хабиба Қарақбайқызы Елебекова; 16 липня 1916, Томар, Каркаралінський район, Акмолінська область, Російська імперія — 18 жовтня 2016, Алмати, Казахстан) — казахська та радянська акторка кіно та театру. Заслужена артистка Казахської РСР (1976), дружина актора та співака Жусупбєка Єлєбєкова.

## Біографія
У 1934 році почала працювати в народному театрі Каркарали. У 1935—1937 роках закінчила студію при драматичному театрі імені Мухтара Ауезова. З 1935 — артистка Казахського національного театру драми імені Мухтара Ауезова, і все життя працювала в цьому театрі.
Була авторкою низки біографічних книг, присвячених своєму чоловікові Жусупбєку Єлєбєкову.
2012 року видавництво «Өнер» у серії «Відомі люди» видало книгу «Хабіба Єлєбєкова» (авторка проєкту А. Бопєжанова).
Похована на Кенсайському цвинтарі в Алмати.

## Творчість

### Ролі у театрі
Ролі Хабіби Єлєбєкови у театрі Казахського національного театру драми імені Мухтара Ауезова:
З казахської та світової класики і сучасної драматургії:
- 1934 — «Аркалик батир» (каз. Аркалық батыр) — Каракоз (каз. Қаракөз). Сценарист Жумат Шанін. Режисер Жумат Шанін.
- 1936 — «Аристократи» (рос. Аристократы) — віруюча жінка. Сценарист Микола Погодін (переклад Мухтар Ауезов). Режисер Ілля Боров.
- 1937 — «Амангєльди» (каз. Амангелді) — Акжан (каз. Ақжан). Сценаристи Беімбет Майлін та Габіт Мусрепов. Режисер Ілля Боров.
- 1938 — «На кордоні» (рос. На границе) — Ажар. Сценарист Мухтар Ауезов. Режисер Михайло Насонов.
- 1938 — «Ісатай — Махамбет» (каз. Исатай — Махамбет) — російська дружина. Сценарист Мусатай Акинжанов. Режисер А. Ісмаїлов.
- 1939 — «Берези» (рос. Берёзы) — дівчина. Сценаристи Мухтар Ауезов та Абдільда Тажибаєв. Режисер Михайло Насонов.
- 1940 — «Не все коту масляна» (рос. Не всё коту масленица) — жінка блукаючих. Сценарист Олександр Островський (переклад Мухтар Жангалін). Режисер Михайло Соколовський.
- 1940 — «Ревізор» (рос. Ревизор) — Пошлєпкіна. Сценарист Микола Гоголь (переклад Мухтар Ауезов). Режисер Михайло Соколовський.
- 1940 — «Абай» — Каникей (каз. Қаныкей). Сценарист Мухтар Ауезов. Режисер Аскар Токпанов.
- 1941 — «Марабай» — Марияш. Сценарист Шахмет Кусаїнов. Режисер Аскар Токпанов.
- 1941 — «Товариші» (рос. Товарищи) — герой. Сценарист Альжаппар Абішев. Режисер Капан Бадиров.
- 1941 — «У скрутний час» (каз. Сын сағатта) — жінка. Сценарист Мухтар Ауезов. Режисер Аскар Токпанов.
- 1942 — «Ахан-Сере та Актокти» (каз. Ақан сері мен Ақтоқты) — тітонька. Сценарист Габіт Мусрепов. Режисер І. Мадієвський.
- 1942 — «Амангєльди» (каз. Амангелді) — жінка. Сценарист Шахмет Кусаїнов. Режисер Шакен Айманов.
- 1943 — «Кози Корпеш — Баян Сулу» (каз. Қозы Көрпеш — Баян Сұлу) — Макпал (каз. Мақпал). Сценарист Габіт Мусрепов. Режисер А. Ісмаїлов.
- 1946 — «Кара кiпшак Кобланди» (каз. Қара қыпшақ Қобыланды) — Кунєкєй (каз. Күнікей). Сценарист Мухтар Ауезов. Режисер Капан Бадиров та Я.Штейн.
- 1947 — «Дружба та кохання» (рос. Дружба и любовь) — Баян. Сценарист Альжаппар Абішев. Режисер Шакен Айманов.
- 1948 — «Закон честі» (рос. Закон чести) — Лідія Михайлівна. Сценарист Олександр Штейн. Режисер Аскар Токпанов.
- 1949 — «Таланти та шанувальники» (рос. Таланты и поклонники) — Домна Пантеліївна. Сценарист Олександр Островський. Режисер Шакен Айманов.
- 1949 — «Абай» — Каникей (каз. Қаныкей); Улжан (каз. Ұлжан). Сценарист Мухтар Ауезов. Режисер Аскар Токпанов.
- 1950 — «Блискавка» (рос. Молния) — Феклуша. Сценарист Олександр Островський (переклад. К. Сагіндиков). Режисер Є. Марков.
- 1950 — «Мільйонер» (рос. Миллионер) — Уркія (каз. Үркия). Сценарист Габіден Мустафін. Режисер Аскар Токпанов.
- 1953 — «Моє кохання» (рос. Моя любовь) — Бібігуль (каз. Бибігүл). Сценарист М. Іманжанов.
- 1955 — «Гріх» (рос. Грех) — Айжан. Сценарист Альжаппар Абішев.
- 1957 — «Майра» — Урія (каз. Үрия). Сценарист Абдільда Тажибаєв. Режисер Аскар Токпанов.
- 1958 — «Хто мій батько?» (рос. Кто мой отец?) — Жаркын (каз. Жарқын). Сценарист Альжаппар Абішев. Режисер Ж.Огізбаєв
- 1958 — «Єдине дерево не ліс» (рос. Единственное дерево не лес) — Муслима. Сценарист Абдільда Тажибаєв. Режисер Азербайжан Мамбетов.
- 1959 — «Що б ви зробили?» (рос. Что бы вы сделали?) — Дамели (каз. Дәмелі). Сценарист Габіден Мустафін та В. Ігнатіус. Режисер Азербайжан Мамбетов.
- 1959 — «Вовченя під шапкою» (рос. Волчонок под шапкой) — Баршагуль (каз. Баршагүл). Сценарист Калтай Мухамеджанів. Режисер Азербайжан Мамбетов.
- 1961 — «Свахи приїхали» (рос. Свахи приехали) — Кымбат (каз. Қымбат). Сценарист Калтай Мухамеджанів. Режисер Азербайжан Мамбетов.
- 1962 — «Знайомі люди» (рос. Знакомые люди) — жінка. Сценарист Шахмет Кусаїнов. Режисер Курманбек Жандарбеков.
- 1963 — «Каракоз» (каз. Қаракөз) — Текти (каз. Текті). Сценарист Мухтар Ауезов. Режисер Абрам Мадієвський.
- 1964 — «Убаганська собака» (рос. Убаганская собака) — бригадир. Сценарист К. Сатибалдін. Режисер К. Мергозієв.
- 1965 — «Майдан» — Мамык (каз. Мамық). Сценарист Беімбет Майлін. Режисер Аскар Токпанов.
- 1967 — «Комедія без посмішок» (рос. Комедия без улыбок) — дружина старця. Сценарист Акім Ашимов. Режисер В. Іванов.
- 1967 — «Ажар та смерть» (каз. Ажар мен ажал) — Акліма. Сценарист Сакен Жунусов. Режисер Кадир Жетпісбаєв.
- 1968 — «Дон Жуан чи любов до геометрії» (рос. Дон Жуан или любовь к геометрии) — Севільська вдова. Сценарист Макс Фріш (переклад Абіш Кекілбаєв). Режисер Азербайжан Мамбетов.
- 1968 — «В'єтнамська зірка» (рос. Вьетнамская звезда) — До Тхі Тхань. Сценарист І. Купріянов. Режисер Азербайжан Мамбетов.
- 1969 — «Нічна сарин» (рос. Ночная сарын) — бабуся. Сценарист Мухтар Ауезов. Режисер С. Єлеусізов.
- 1969 — «Майра» — Зару. Сценарист Абдільда Тажибаєв. Режисер Байтен Омаров.
- 1970 — «Жінка друга» (рос. Жена друга) — Айганим (каз. Айғаным). Сценарист Касим Аманжолов. Режисер Ж. Омаров.
- 1971 — «Серце матері» (рос. Сердце матери) — Настя. Сценарист Олександр Афіногенов. Режисер Ж. Омаров.
- 1971 — «Айдарбек» та «Торсикбай» — Бахит, хлопчик. Сценаристи Беімбет Майлін, Жумат Шанін. Режисери Азербайжан Мамбетов та Райимбек Сейтметов.
- 1972 — «Черевичний» (рос. Башмачный) — Фахрія. Сценаристи Ж.Файзи та Т.Гізат. Режисер О. Пашков.
- 1973 — «Улан асу» (каз. Ұлан асу) — Зейдехан. Сценарист Халіжан Бекхожин. Режисер Кадир Жетпісбаєв.
- 1974 — «Дім Бернарди Альби» — Понсія. Сценарист Лорка Гарсія (переклад Кабдикарим Ідирисов). Режисер Райимбек Сейтметов.
- 1974 — «Великий чарівник» (рос. Великий волшебник) — мати. Сценарист Віталій Губарев. Режисер О. Пашков.
- 1978 — «Царство довіри» (рос. Царство доверия) — Байбіше (каз. Бәйбіше). Сценарист Мухтар Шаханов. Режисер Райимбек Сейтметов.
- 1978 — «Бунт невісток» (рос. Бунт невесток) — незнайома жінка. Сценарист Саїд Ахмад. Режисер Райимбек Сейтметов.
- 1981 — «„Абай—Айгерім“» (каз. Абай—Әйгерім) — Улжан (каз. Ұлжан). Сценарист Мухтар Ауезов. Режисер Ж. Омаров.
- 1981 — «Фархад—Ширин» — няня жінка. Сценарист Назим Хікмет. Режисер Аубакір Рахімов.
- 1981 — «Жаль життя» — місіс Левицька. Сценарист Вінья Дельмар (переклад Калтай Мухамеджанів). Режисер Райимбек Сейтметов.
- 1982 — «Білий птах моєї мрії» (рос. Белая птица моей мечты) — бабуся Олена. Сценарист Реваз Табукашвілі. Режисер А. Аскаров
- 1984 — «Мене звуть Кожа» (каз. Менің атым Қожа) — бабуся. Сценарист Бердібек Сокпакбаєв. Режисер Аубакір Рахімов.
- 1984 — «Жамал» — Улжан. Сценарист К. Мукушев. Режисер С. Асилханов.
- 1985 — «Моя зірка моя висока» (рос. Моя звезда моя высокая) — бабуся. Сценаристи Софи Сматаєв, Чапай Зулхашев. Режисер Чапай Зулхашев.
- 1987 — «Чоловік» (рос. Муж) — Зумат. Сценарист Саїд Ахмад. Режисер Райимбек Сейтметов.
- 1987 — «Скелетні зведення» (рос. Скелетные сводки) — Забера. Сценарист Є. Домбаєв. Режисер С. Асилханов.
- 1993 — «Закохані» (рос. Влюблённые) — Даріга (каз. Дариға). Сценарист Абдільда Тажибаєв. Режисер Булат Атабаєв.
- 1993 — «Сліпі» — сліпий. Сценарист Моріс Метерлінк (переклад Абдільда Тажибаєв). Режисер Булат Атабаєв.
- 1993 — «Сьома палата» (рос. Седьмая палата) — бабуся. Сценарист Аскар Сулєймєнов. Режисер Аубакір Рахімов.
- 1996 — «Жінки у кебенеку» (рос. Женщины в кебенеке) — жінка-в'язня. Сценарист А.Тасимбєков. Режисер Булат Атабаєв.
- 1998 — «Абилай хан» (каз. Абылай хан) — мати Ботагою. Сценарист Абіш Кекілбаєв. Режисер Булат Атабаєв.
- 2003 — «каз. Естайдың Қорланы» — Айнаш. Сценарист Іранбек Оразбаєв. Режисер Булат Атабаєв.

### Фільмографія
| Рік  |   | Українська назва | Оригінальна назва | Роль        |
| ---- | - | ---------------- | ----------------- | ----------- |
| 1954 | ф | Дочка степів     | Дала қызы         | епізод      |
| 1961 | ф | Якби кожен з нас |                   |             |
| 1965 | ф | Чинара на скелі  |                   |             |
| 2009 | ф | Біржан сал       | Біржан сал        | Мадикра апа |

## Нагороди
- Заслужена артистка Казахської РСР (1976)
- Медаль «За трудову відзнаку» (1959)
- Медаль «В ознаменування 100-річчя з дня народження Володимира Ілліча Леніна» (1970)
- Медаль «Ветеран праці»
- Медаль «За освоєння цілинних земель»
- Нагрудний знак «Заслужений діяч культури Казахстану» (2012)
- Нагороджена листом подяки першого Президента Республіки Казахстану Нурсултана Назарбаєва
- Неодноразова володарка державної та президентської стипендії Республіки Казахстан у галузі культури та мистецтва та інших.